# × Caultonia
×Caultonia é um género botânico pertencente à família das orquídeas (Orchidaceae).